# Adrián San Miguel del Castillo
Adrián San Miguel del Castillo, noto semplicemente come Adrián (Siviglia, 3 gennaio 1987), è un calciatore spagnolo, portiere del Betis.

## Carriera

### Club

#### Betis e West Ham
Calcisticamente cresciuto nelle giovanili del Real Betis, fa il suo esordio in prima squadra il 29 settembre 2012, nella sconfitta per 0-4 sul campo del Málaga, subentrando a Salvador Agra all'11º minuto di gioco.
Il 1º luglio 2013 viene acquistato dagli inglesi del West Ham. Verso la fine della prima stagione diventa titolare del club rimpiazzando il più anziano Jussi Jääskeläinen, e restando tale fino al 2016-2017. Con l'arrivo di Łukasz Fabiański agli Hammers perde definitivamente la titolarità, arrivando al punto di non giocare nessuna gara nel 2018-2019.
Al termine della stagione 2018-2019 lascia il club in seguito alla naturale scadenza del contratto.

#### Liverpool
Il 6 agosto 2019 passa a titolo definitivo al Liverpool, dove fa il suo esordio quattro giorni dopo subentrando ad Alisson Becker nel corso della prima partita di Premier League 2019-2020 vinta per 4-1 dai Reds ai danni del Norwich. Il 14 dello stesso mese si rivela decisivo nella Supercoppa UEFA contro il Chelsea, dopo il 2-2 dei tempi supplementari, parando il rigore finale a Tammy Abraham e consegnando di fatto il trofeo alla sua squadra.

#### Ritorno al Betis
L'8 luglio 2024 viene ufficializzato il suo ritorno al Betis, dopo 11 anni.

### Nazionale
Il 26 agosto 2016 riceve la prima convocazione in nazionale spagnola, senza tuttavia esordire.

## Statistiche

### Presenze e reti nei club
Statistiche aggiornate al 4 maggio 2025.
| Stagione            | Squadra             | Campionato          | Campionato | Campionato | Coppe nazionali | Coppe nazionali | Coppe nazionali | Coppe continentali | Coppe continentali | Coppe continentali | Altre coppe | Altre coppe | Altre coppe | Totale | Totale |
| Stagione            | Squadra             | Comp                | Pres       | Reti       | Comp            | Pres            | Reti            | Comp               | Pres               | Reti               | Comp        | Pres        | Reti        | Pres   | Reti   |
| ------------------- | ------------------- | ------------------- | ---------- | ---------- | --------------- | --------------- | --------------- | ------------------ | ------------------ | ------------------ | ----------- | ----------- | ----------- | ------ | ------ |
| 2010-2011           | Betis B             | SDB                 | 24         | -27        | -               | -               | -               | -                  | -                  | -                  | -           | -           | -           | 24     | -27    |
| 2011-2012           | Betis B             | SDB                 | 11         | -12        | -               | -               | -               | -                  | -                  | -                  | -           | -           | -           | 11     | -12    |
| Totale Betis B      | Totale Betis B      | Totale Betis B      | 35         | -39        |                 | -               | -               |                    | -                  | -                  |             | -           | -           | 35     | -39    |
| 2012-2013           | Betis               | PD                  | 32         | -46        | CR              | 0               | 0               | -                  | -                  | -                  | -           | -           | -           | 32     | -46    |
| 2013-2014           | West Ham Utd        | PL                  | 20         | -27        | FACup+CdL       | 1+5             | -5 + -10        | -                  | -                  | -                  | -           | -           | -           | 26     | -42    |
| 2014-2015           | West Ham Utd        | PL                  | 38         | -47        | FACup+CdL       | 4+0             | -7              | -                  | -                  | -                  | -           | -           | -           | 42     | -54    |
| 2015-2016           | West Ham Utd        | PL                  | 32         | -39        | FACup+CdL       | 0+1             | -2              | UEL                | 3                  | -3                 | -           | -           | -           | 36     | -44    |
| 2016-2017           | West Ham Utd        | PL                  | 16         | -25        | FACup+CdL       | 1+1             | -5 + -4         | UEL                | 1                  | -2                 | -           | -           | -           | 19     | -36    |
| 2017-2018           | West Ham Utd        | PL                  | 19         | -29        | FACup+CdL       | 0+3             | -2              | -                  | -                  | -                  | -           | -           | -           | 22     | -31    |
| 2018-2019           | West Ham Utd        | PL                  | 0          | 0          | FACup+CdL       | 2+3             | -4 + -4         | -                  | -                  | -                  | -           | -           | -           | 5      | -8     |
| Totale West Ham Utd | Totale West Ham Utd | Totale West Ham Utd | 125        | -167       |                 | 21              | -43             |                    | 4                  | -5                 |             | -           | -           | 150    | -215   |
| 2019-2020           | Liverpool           | PL                  | 11         | -10        | FACup+CdL       | 3+0             | -4              | UCL                | 3                  | -8                 | CS+SU+Cmc   | 0+1+0       | -2          | 18     | -24    |
| 2020-2021           | Liverpool           | PL                  | 3          | -9         | FACup+CdL       | 0+2             | -2              | UCL                | 1                  | 0                  | CS          | 0           | 0           | 6      | -11    |
| 2021-2022           | Liverpool           | PL                  | 0          | 0          | FACup+CdL       | 0+1             | 0               | UCL                | 0                  | 0                  | -           | -           | -           | 1      | 0      |
| 2022-2023           | Liverpool           | PL                  | 0          | 0          | FACup+CdL       | 0               | 0               | UCL                | 0                  | 0                  | CS          | 1           | -1          | 1      | -1     |
| 2023-2024           | Liverpool           | PL                  | 0          | 0          | FACup+CdL       | 0               | 0               | UEL                | 0                  | 0                  | -           | -           | -           | 0      | 0      |
| Totale Liverpool    | Totale Liverpool    | Totale Liverpool    | 14         | -19        |                 | 6               | -6              |                    | 4                  | -8                 |             | 2           | -3          | 26     | -36    |
| 2024-2025           | Betis               | PD                  | 15         | -19        | CR              | 0               | 0               | UECL               | 6                  | -5                 | -           | -           | -           | 21     | -24    |
| Totale Betis        | Totale Betis        | Totale Betis        | 47         | -65        |                 | 0               | 0               |                    | 6                  | -5                 |             | -           | -           | 53     | -70    |
| Totale carriera     | Totale carriera     | Totale carriera     | 221        | -290       |                 | 27              | -49             |                    | 14                 | -18                |             | 2           | -3          | 264    | -360   |

## Palmarès

### Club

#### Competizioni nazionali
- Campionato inglese: 1

Liverpool: 2019-2020
- Coppa di Lega inglese: 2

Liverpool: 2021-2022, 2023-2024
- Coppa d'Inghilterra: 1

Liverpool: 2021-2022
- Community Shield: 1

Liverpool: 2022

#### Competizioni internazionali
- Supercoppa UEFA: 1

Liverpool: 2019
- Coppa del mondo per club: 1

Liverpool: 2019